# Trochosa fageli
Trochosa fageli là một loài nhện trong họ Lycosidae.
Loài này thuộc chi Trochosa. Trochosa fageli được Carl Friedrich Roewer miêu tả năm 1960.